# Kanch
Kanch (en arménien Կանչ ; anciennement Gyalto) est une communauté rurale du marz d'Aragatsotn, en Arménie. Elle compte 133 habitants en 2009.